# Polymorfisk motor
Polymorfisk motor är ett datorprogram som sköter självmodifiering i källkoder. Den körs varje gång man kör en körbar fil och ändrar innehållet i filen för att då göra det svårare för antivirusprogram att identifiera innehållet. Den genererar en slumpmässig algoritm som sedan måste kunna avkodas.